# 喜多村豊景
喜多村 豊景（きたむら とよかげ、天保13年〈1842年〉 ‐ 明治21年〈1888年〉6月22日）とは、明治時代の伊勢国の浮世絵師。

## 来歴
喜多村邦穀の次男で水溜米室の門人。伊勢の人、通称は与太郎または与太治。字は子明。四明と号す。明治期に伊勢音頭を題材にした錦絵など描いている。享年47。門人に端館紫川がいる。

## 作品
- 『養蚕弁』　※明治8年（1875年）刊行。野村義雄著、豊景画。玉潤堂版
- 「伊勢古市踊之図」　横大判錦絵　※伊勢喜多村嘉四郎版